# 518458 Roblambert
518458 Roblambert este o planetă minoră (asteroid) din centura de asteroizi. A fost descoperită pe 10 aprilie 2005 la Observatorul Național Kitt Peak de Marc Buie⁠(d). 
Obiectul prezintă o orbită caracterizată de o semiaxă mare de 2,5928532938708 UAi, o excentricitate de 0,044712929420396, o înclinație de 28,042748934421 ° în raport cu ecliptica.